# میر غلام رضا مایل هروی
میر غلام رضا مایل هروی (فروردین ۱۳۰۱ - ۷ دی ۱۳۷۴) شاعر، مترجم، کتاب‌شناس، نسخه‌شناس و تاریخ‌نگار افغانستانی بود.

## زندگی‌نامه
میر غلام رضا مایل هروی در فروردین سال ۱۳۰۱ خورشیدی در هرات زاده شد. تحصیلات ابتدایی و متوسطه را در هرات گذراند و جهت تحصیلات عالی به دانشسرای کابل رفت. پس از پایان تحصیلات در هرات و فراه به شغل آموزگاری پرداخت. او در زمینهٔ نظارت و ادارهٔ مجله های ادبی، کتاب‌شناسی و پژوهشی اهتمام داشت و مدتی مدیر مسئول مجله‌های آریانا و کتاب خراسان بود. عمدۀ کارهای پژوهشی وی در زمینۀ تاریخ و فرهنگ عصر تیموری و اندکی پیش از آن، نسخه شناسی متون فارسی و هرات‌شناسی می‌باشد.
او پیش از سال ۱۳۴۰ خورشیدی از هرات به کابل مهاجرت کرد. در کابل نیز چند سالی به عنوان کارشناس آموزشی در وزارت معارف (وزارت آموزش و پرورش) مشغول بود و سپس به وزارت اطلاعات و کلتور (وزارت فرهنگ) منتقل شد. سپس به دلیل عدم وجود امنیت سیاسی و اجتماعی در افغانستان، در سال ۱۳۶۶ به آمریکا مهاجرت کرد و سپس به ایران آمده و در شهر مشهد ساکن شد. در میانۀ سال ۱۳۷۴ خورشیدی در پی سکته مغزی ناتوان شد و سرانجام در ۷ جدی همان سال درگذشت و در حرم رضوی به خاک سپرده شد.

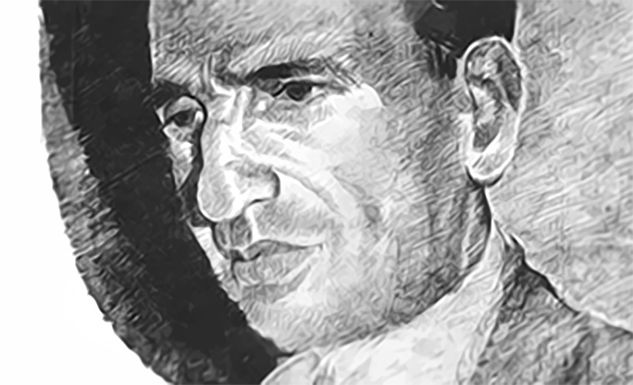
میر غلام رضا مایل هروی

## نمونۀ اشعار
| در خون من غرور نیاکان نهفته است!  |  | خشم و ستیز رستم دستان نهفته است! |
| پنداشتی که ریشۀ پیوند من گسست؟!   |  | در سینه‌ام هزار خراسان نهفته است! |
| خالی دل مرا تو ز تاب و توان مدان! |  | شیر ژیان میان نیستان نهفته است!  |

(چاپ شده در مقالۀ شعر ایران: سه شعر از زنده یاد میر غلامرضا مایل هروی)
یک مرغزار خوش
در شیب و در فراز
یک آسمان ابر
یک سایه نیم‌رنگ
گه مهر، پشته را بدهد آزرین فروغ
گه ابر روی سبزه نماید گهر نثار
یک پشته ارغوان
یک کوه برف‌گیر
یک جویبار آب
یک جنگل غلو
رنگ‌ها فتاده بر زبر دامن افق
از نقش‌های آن هنر و شعر آشکار
آوای آبشار
دستان مرغکان
آواز شاخسار
پیچیده روی هم
آهنگ جان‌فزا و طرب‌زا شود پدید
اندر خیال بسته شود شعر آب‌دار
یک حلقه دوستان
یک دو ورق غزل
یک رقص پای‌کوب
یک ساز دل‌ربا
ما را نموده لحظه‌ای خالی ز درد و غم
دل را شگفت گرمی هر یک ز هر کنار
(امواج هریوا)

## آثار

### تألیفات:
- امواج هریوا (سروده هایی از شعر کلاسیک و نیمایی و در میانه سال های ۱۳۲۸ و ۱۳۴۲)
- ققنوس (سروده های پس از سال های ۱۳۴۲ تا ۱۳۵۸)
- نوی شعرونه
- شرح حال، آثار و مناظرات امام فخر رازی
- شرح حال و آثار امیرحسینی غوری هروی کابل (۱۳۴۶)
- گنجینۀ خطوط (نقد و بررسی گونه های خط آحند محمد علی عطار هروی، ۱۳۴۹)
- راهنمای تاریخ افغانستان کابل (۱۳۴۹)
- لغات و اصطلاحات فن کتاب سازی (۱۳۵۳)[۴]

### تصحیحات و تحقیقات متون فارسی:
- اربعین جامی (۱۳۴۳)
- یسر العباد حکیم سنائی غزنوی (۱۳۴۴)
- دیوان سید امیر محمد کروخی (۱۳۴۵)
- طریق قسمت آب قلب هرات ابونصری هروی (۱۳۴۷)
- اشعار سید میر هروی مثوالی (۱۳۴۸)
- جغرافیای حافظ ابرو (ربع خراسان) (۱۳۴۹)
- تاریخچۀ مزار شریف (بلخ) منسوب به عبدالغفور لاری (۱۳۴۹)
- دیوان دارا فوشنجی (۱۳۵۰)
- تحریمۀ القلم، حکیم سنائی غزنوی (۱۳۵۰)
- چند برگ تفسیر قرآن عظیم (۱۳۵۱)
- رساله های خط مجنون رفیقی هروی (۱۳۵۷)
- اخبار آل برمک محمد بن حسین هروی (۱۳۶۱)[۱]